# Bitwa koło Grenady

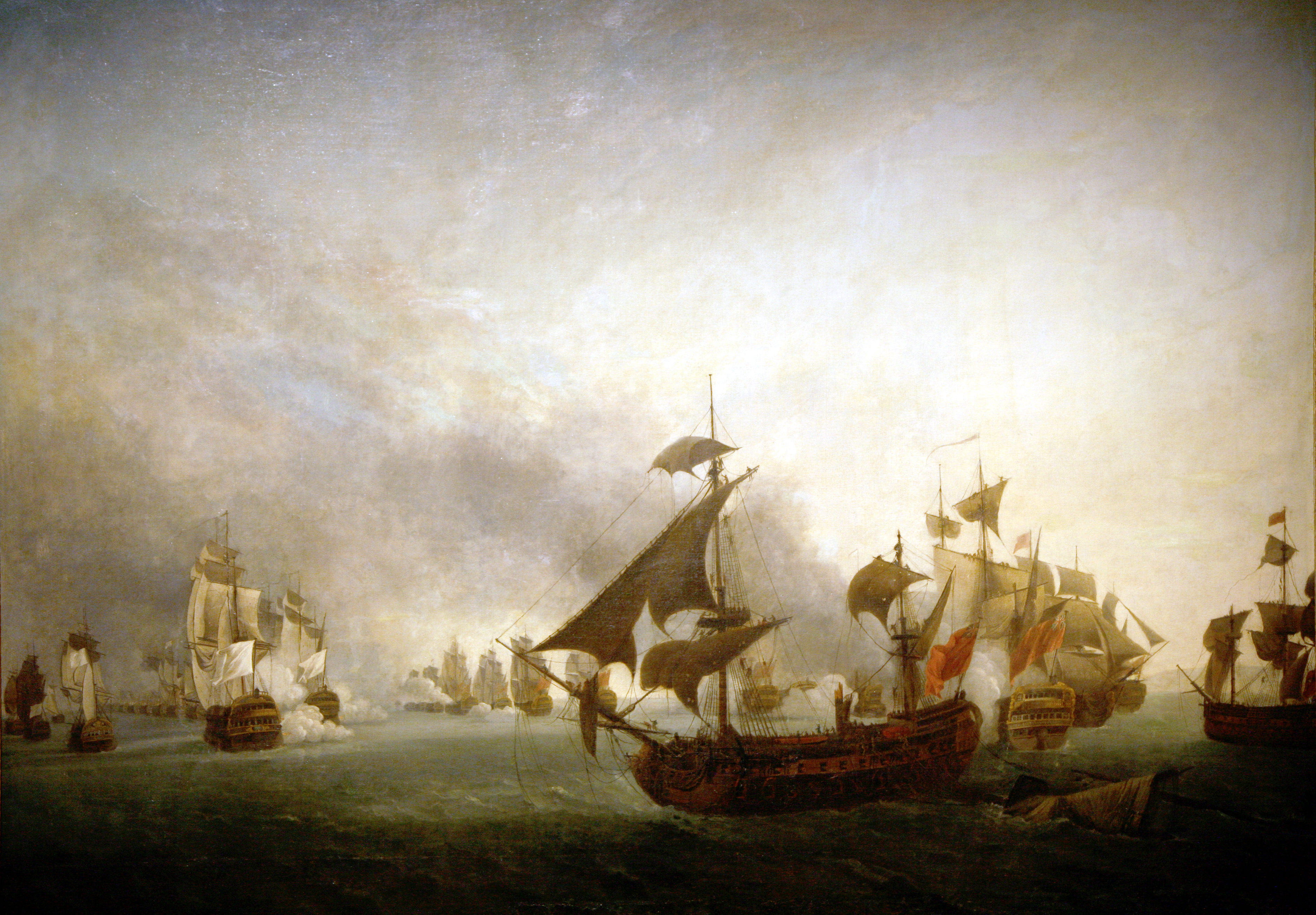
Bitwa pod Grenadą, Jean-François Hue

Bitwa koło Grenady – starcie zbrojne, które miało miejsce 6 lipca 1779 między flotą angielska wiceadmirała Johna Byrona (21 okrętów liniowych) a francuską eskadrą Charlesa d’Estainga (25 okrętów) u brzegów wyspy Grenada na Karaibach, podczas wojny o niepodległość Stanów Zjednoczonych, zakończone brytyjską porażką, niewykorzystaną wszakże przez Francuzów.
Wiosną 1779 adm. d’Estaing otrzymał posiłki, przyprowadzone przez adm. de Grasse, de Vaudreuil i Picquet de la Motte (odpowiednio 5, 2 i 5 okrętów liniowych) i z flotą liczącą łącznie 25 liniowców i kilka fregat przybył 2 lipca pod Grenadę, gdzie zdobył 30 statków handlowych, mały slup HMS „York” i wysadził desant, który dwa dni później opanował wyspę.
Adm. Byron dowiedział się, że francuska flota prawdopodobnie udała się, by zaatakować Grenadę. Z 21 okrętami liniowymi, fregatą i konwojem statków wiozących posiłki dla garnizonu Grenady, podążył w kierunku wyspy. Przekonany, że garnizon wciąż się broni i że on sam na nad nieprzyjacielem przewagę, podszedł szybko do wyspy w nocy z 5 na 6 lipca. Szyk jego floty był nieuporządkowany, i te okręty, które (ze względu na kierunek wiatru) winny być najdalej od nieprzyjaciela, były najbliżej. Z braku fregat, Byron odkomenderował też do osłony konwoju trzy liniowce pod komendą kadm. Rowleya.
O świcie 6 lipca flota brytyjska zbliżała się do portu w Saint George’s Town, przed którym stała eskadra francuska, idąc od północy. Francuzi podnieśli kotwice i rozpoczęli formowanie linii – Brytyjczycy znaleźli się między nimi a lądem, na pozycji nawietrznej, płynąc z północnego wschodu. Adm. Byron, chcąc wykorzystać nieporządek we francuskich szeregach i fakt, że kilkanaście dopiero okrętów stworzyło linię bojową, nakazał natychmiastowy atak i swobodne atakowanie okrętów przeciwnika. Z powodu braku porządku w jego własnym szyku, niektóre okręty wysforowały się nadto do przodu, i cała flota włączała się do walki stopniowo, co umożliwiło Francuzom skoncentrowanie ognia na wysuniętych jednostkach. W tym momencie Byron zorientował się, że to przeciwnik ma przewagę liczebną, i rozsądnie postanowił wycofać się, utrzymując pozycję nawietrzną i osłaniając konwój. Nakazał więc zwrot na północny zachód, ale wysunięte jednostki, zanim doszły do punktu zwrotu, stały się celem większości przepływającej obok floty francuskiej i straciły znaczną część takielunku, co utrudniło im manewrowanie i zmniejszyło szybkość.
Trudną sytuację Brytyjczyków uratował w znacznej mierze Rowley, który wezwany przez Byrona od konwoju, ściął łuk, po którym zawracała flota brytyjska, i wsparł linię w zagrożonym miejscu (bardzo podobnie postąpił Nelson w bitwie koło Przylądka Św. Wincentego). Najbardziej uszkodzony liniowiec, HMS „Lion” Williama Cornwallisa, został w tyle, przemknął się za francuską ariergardą i samodzielnie dopłynął do Jamajki. Inne uszkodzone okręty zdołały na tyle naprawić maszty, by pozostać w szyku. Ostatecznie Brytyjczykom udało się ok. godz. 13 oderwać od przeciwnika.
Adm. d’Estaing nie wykorzystał szansy i gdy po kilku dniach dogonił wroga, ten był już zakotwiczony w bezpiecznej przystani przy wyspie Saint Kitts, pod osłoną baterii nadbrzeżnych; Francuzi nie próbowali atakować i odpłynęli do Ameryki. W opinii dowodzącego jednym z liniowców Suffrena, d’Estaing winien być w stanie zdobyć cztery częściowo unieruchomione brytyjskie okręty. Byron z kolei działał pospiesznie i z powodu braku porządku w szykach, poniósł, zdaniem T. Mahana, największą porażkę od czasów bitwy pod Beachy Head; fakt, że nie przyniosła ona gorszych dla Brytyjczyków skutków, był już wyłącznie winą przeciwnika.